# Бенингтън
Бенингтън (на английски: Bennington) е град в САЩ, един от двата административни центъра на окръг Бенингтън, щата Върмонт (другият е град Манчестър). Населението на града е 15 003 души (по приблизителна оценка за 2017 г.). В Бенингтън се намира най-високата структура в целия щат Върмонт – обелискът Битката при Бенингтън, висок 93 метра.